# Galilea

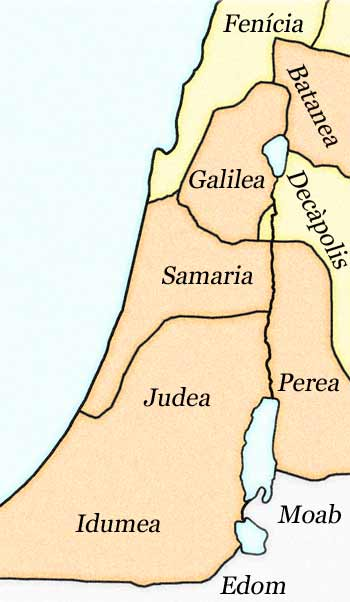
Galilea és a környező tartományok Jézus korában

Galilea történelmi régió Palesztina területén, Izrael három tartománya közül (Júdea, Szamária, Galilea) a legészakibb. A Genezáreti tótól nyugatra eső vidék. Délről a Jezréel-völgy, ÉK-en a Hermon-hegy, nyugaton a tengerparti síkság határolja. A terület nagyrészt hegyes-dombos vidék, köztük termékeny völgyekkel. Dél-Galilea területén alacsonyabb hegyek jellemzők, amelyek magassága nem haladja meg a 600 métert. Észak-Galileában a hegycsúcsok néhol elérik az 1200 métert. A két részt a Bét Kerem-völgy választja el egymástól.
Az ókori Izraeli Királyság népének fogságba vitele után a régiót – legfőképp az északi részt – pogányokkal telepítették be. A Galileában és Szamáriában megmaradt zsidók egy része összekeveredett ezekkel az idegen népekkel, akiket később szamaritánusoknak neveztek. A maradék zsidók nagy részét aztán a Makkabeusok idején átvitték Júdeába. Később megpróbálták újból zsidóvá tenni a területet, de a telepesek nem tudtak többségbe kerülni a pogány lakossággal szemben.
Jézus Galileából származott, ezért galileainak is hívták és ez a vidék volt evangéliumi működésének egyik fő színtere. Az ő idejében igen kevés eredeti zsidó lakott már itt, így a pogányok Galileájáról lehetett beszélni. A galileaiak sajátos tájszólással beszéltek. Jézus és a tanítványai – akik Galileából jöttek – is ilyen akcentussal beszéltek. A zsidók általában megvetették a galileabelieket.
A terület bőven termett diót, olajpálmát, fügét és olajbogyót, valamint szőlőt és gyümölcsöt. Galilea is erősen vágyott a függetlenségre, miként Judea is, de mivel itt a többség pogányokból állt, ők nem óhajtottak a jeruzsálemi zsidók uralma alá kerülni, míg a galileai zsidók az egységes, Jeruzsálem központú zsidó államot támogatták. Ezek az ellentétek nem tették lehetővé a közös fellépést és a zsidó háborúban sem tudtak kellően ellenállni a galileaiak a római légióknak.
A területet ma is Galileának hívják és legnagyobb része Izraelhez tartozik. A 20. században az első zsidó telepesek itt hozták létre a kibucaikat.